# فدراسیون بسکتبال نروژ
فدراسیون بسکتبال نروژ (نروژی: Norges Basketballforbund) نهاد اداره کننده ورزش بسکتبال در کشور نروژ است. این فدراسیون که در سال ۱۹۶۶ تاسیس شده مقر آن در شهر اسلو قرار دارد.